# Marja-Liisa Kirvesniemi
Marja-Liisa Kirvesniemi rođena kao Marja-Liisa Hämäläinen (Simpele, Finska, 10. rujna 1955.) je umirovljena finska trkačica na skijama, trostruka olimpijska pobjednica.
Vrhunac karijere imala je na Zimskim olimpijskim igrama u Sarajevu 1984. godine, kada je pobijedila u sve tri pojedinačne utrke, te osvojila broncu u momčadskom natjecanju. Kasnije je u dva navrata ponovno osvajala medalje na ZOI, ali više ne i zlatne. Uz olimpijske medalje Kirvesniemi je osvojila i tri naslova svjetske prvakinje.
Marja-Liisa je iz obitelji potpuno posvećene nordijskom skijanju: njen suprug Harri je bio svjetski prvak na 15 km klasično 1989. godine, a njena majka Kalevi Hämäläinen olimpijska pobjednica na 50 km na Zimskim olimpijskim igrama u Squaw Valleyu 1960. godine.